# Gennadij Nikol'skij
Gennadij Mikhajlovich Nikol'skij (1929-1982), est un astronome soviétique, surtout connu pour ses recherches sur la couronne solaire et sa découverte du vent solaire.
Il est l'auteur d'une expérience lors du vol conjoint Apollo-Soyouz de 1975.

## Hommage
- (4010) Nikol'skij, astéroïde